# Страсной, Оскар
Оскар Страсной (исп. Oscar Strasnoy, 12 ноября 1970, Буэнос-Айрес) – аргентинский композитор, пианист и дирижёр.

## Биография
Из музыкальной семьи еврейских иммигрантов, хороших знакомых Гомбровича. Учился в Национальной консерватории Аргентины, затем — в Парижской консерватории, где его педагогами были Ги Ребель, Микаэль Левинас, Жерар Гризе, и во Франкфуртской высшей школе музыки у Ханса Цендера.
В настоящее время живёт в Берлине.

## Творчество
Наряду с симфоническими сочинениями и несколькими операми, автор музыки к немому фильму Энтони Асквита Подземка (2004), показ ленты прошёл в Лувре. Его цикл Шесть песен для неугомонного путешественника (на слова Альберто Мангеля) был с успехом исполнен Энн Мюррей и ансамблем Nash в только что отремонтированном тогда лондонском Вигмор-холле (2004).

## Избранные сочинения
- 1992: Incognito для фортепиано
- 1995: Naipes для камерного оркестра
- 2000: Midea, опера
- 2000: Hochzeitsvorbereitungen (mit B und K), кантата по новелле Кафки
- 2002: Opérette, по пьесе Гомбровича
- 2003: Geschichte, оперетта, по Гомбровичу
- 2004: Six Songs for the Unquiet Traveller, цикл песен на слова Альберто Мангеля
- 2004: Underground, музыка к фильму Энтони Асквита (1928)
- 2005: Fabula, камерная опера
- 2005: Scherzo для оркестра
- 2006: The End, для оркестра
- 2008: L'instant, опера
- 2008: Quodlibet, цикл песен на слова Ханса Магнуса Энценсбергера, Райнера Вернера Фассбиндера и Жан-Жака Шюля
- 2008-2010: Le Bal, опера по роману Ирен Немировски
- 2008-2011: Incipit для оркестра
- 2008-2011: Y для оркестра
- 2010: Heine, цикл песен на стихи Гейне
- 2010: Un retour, камерная опера, либретто Альберто Мангеля
- 2010: Cachafaz, камерная опера, либретто Копи
- 2011: Dido & Æneas, камерная опера по Пёрселлу
- 2011: Usages du Monde для детского хора и инструментального ансамбля
- 2011: Trois caprices de Paganini для скрипки и оркестра
- 2012: Случай, опера по Хармсу (Opéra National de Bordeaux)
- 2012: Одиссея, кантата для 12 солистов, 5 хоров и трех инструментальных групп, либретто Альберто Мангеля
- 2013: Реквием, опера по роману Фолкнера Реквием по монахине
- 2016: Comeback, камерная опера
- 2016: Automaton для скрипки и оркестра
- 2017: Кулешо́в для фортепиано и оркестра
- 2017: Luther, опера

## Признание
Премия Орфей города Сполето за камерную оперу Мидея (2000), жюри возглавлял Лучано Берио. Премия Джордже Энеску (2003). Стипендия Гуггенхейма (2007). Большая премия SACEM за симфоническую музыку (2010). Премия SACD Новый музыкальный талант (2011). В 2012 творчество Страсного было представлено на 17 концертах  в рамках фестиваля Présences, который регулярно проводят Радио-Франс и парижский театр Шатле   
().